# سيرج برانكو
سيرج برانكو (بالفرنسية: Serge Branco)‏ (11 أكتوبر 1980 بدوالا في الكاميرون - ) هو لاعب كرة قدم كاميروني في مركز الدفاع، شارك في الألعاب الأولمبية الصيفية 2000. وشارك مع منتخب الكاميرون لكرة القدم. أما مع النوادي، فقد لعب مع آينتراخت براونشفايغ وآينتراخت فرانكفورت وشينيك ياروسلافل وفيسوا كراكوف وكوينز بارك رينجرز وليدز يونايتد وليفادياكوس ونادي المحرق ونادي اليرموك ونادي دويسبورغ ونادي شتوتغارت ونادي كريليا سوفيتوف سامارا ونادي يونيسبورت بافانغ ‏.

## وصلات خارجية
- سيرج برانكو على موقع الاتحاد الدولي (مؤرشف)  (الإنجليزية)
- سيرج برانكو على موقع قاعدة بيانات كرة القدم.إي يو (الإنجليزية)
- سيرج برانكو على موقع ناشيونال فوتبول تيمز (الإنجليزية)
- سيرج برانكو على موقع Soccerway.com (الإنجليزية)
- سيرج برانكو على موقع عالم كرة القدم.نت (الإنجليزية)
- سيرج برانكو على موقع أوليمبيديا (الإنجليزية)